# Cape Coast
Koordinaten: 5° 6′ N, 1° 15′ W
Cape Coast ist die Hauptstadt der Central Region und des Cape Coast Municipal Districts von Ghana. Die Stadt liegt direkt am Golf von Guinea und hat 169.894 Einwohner (Stand 2010). Der ghanaische Name der Stadt, Oguaa, bedeutet „Markt“ und ihr Stadtwappen zeigt eine Krabbe. Der heute übliche, englische Name der Stadt ist eine Verballhornung der ursprünglichen portugiesischen Bezeichnung „Cabo Corso“ (kurzes Kap). Die Mehrzahl der Bewohner ist dem Volk der Fante zugehörig, deren gleichnamiger Dialekt dort auch gesprochen wird. 

## Geschichte

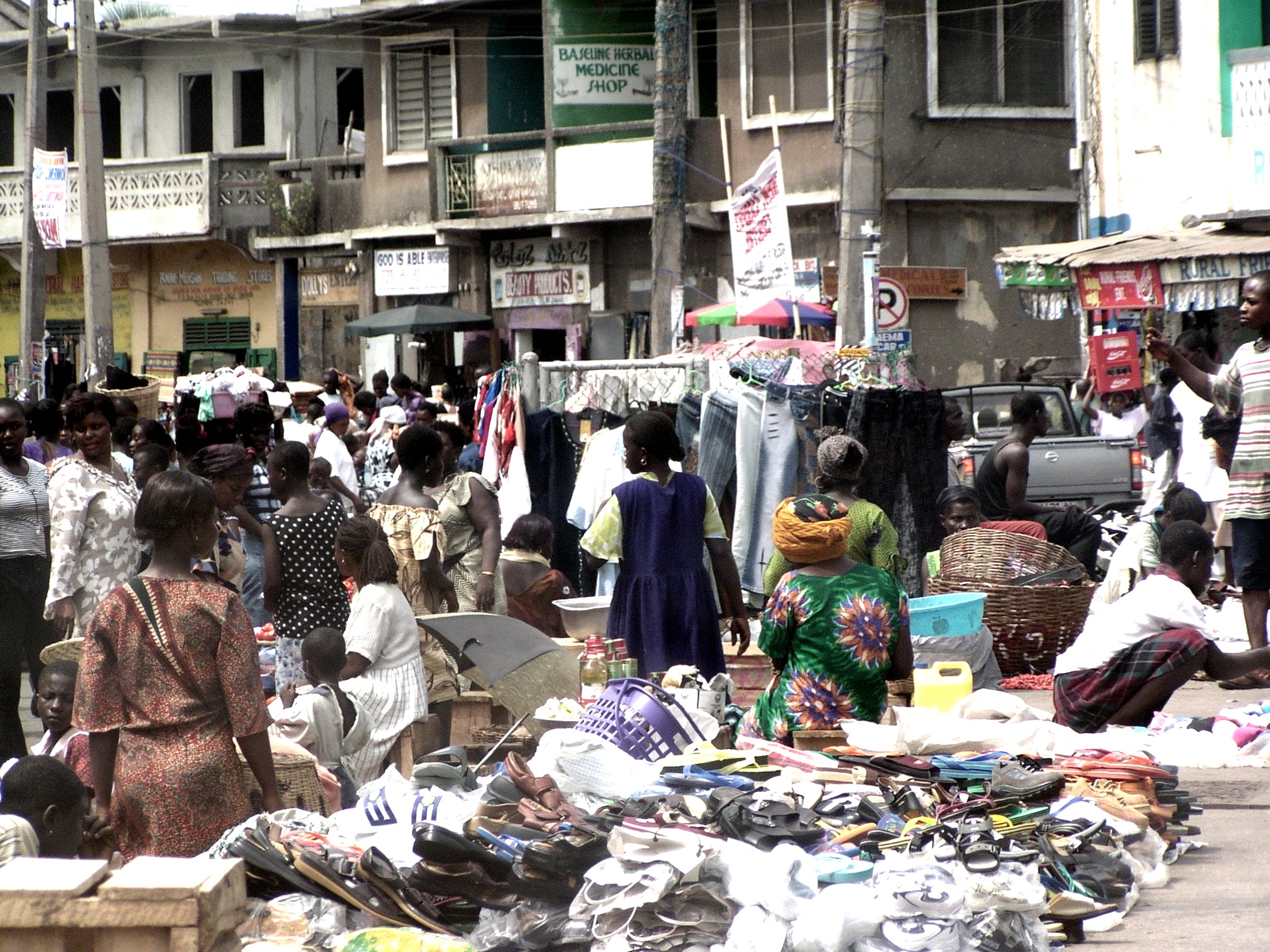
Markt

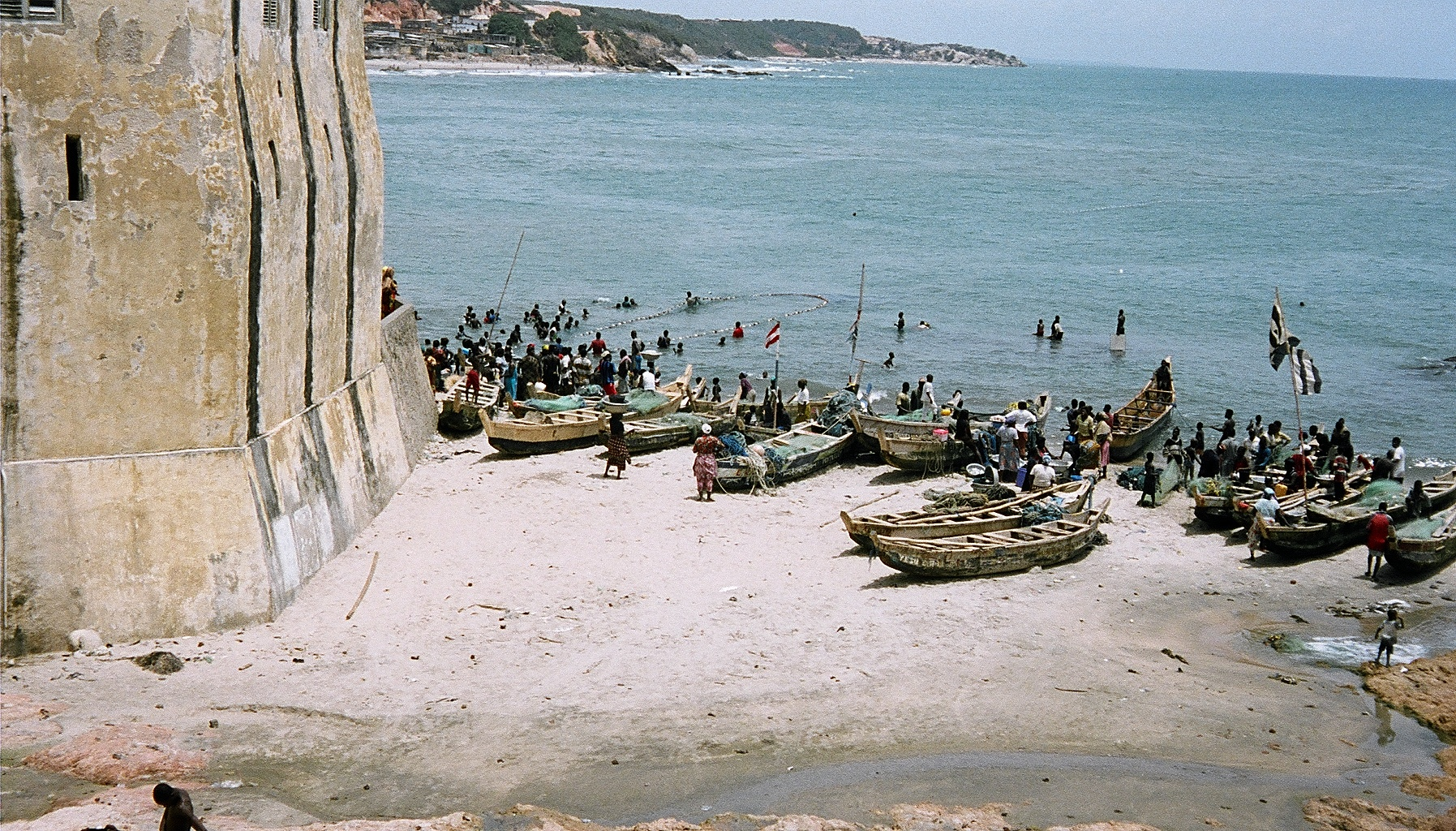
Fischer vor den Mauern von Cape Coast Castle

Cape Coast ist um 1380 gegründet worden. Die Gründer waren wahrscheinlich Guang (die ethnische Zuordnung ist nicht sicher). Sie waren ein Teil jener Gruppe, die im 14. Jahrhundert unter der Führung der Brüder Bonde und Gyan aus dem Königreich Bono in Richtung Süden abgewandert war (dies geschah während der Regierung des Nana Asaman). Im Hinterland der Küste hatte man dann in etwa 24 km Entfernung von Aguafo (die gleichnamige Guang-Gruppe hatte bereits kurz vor ihnen Bono verlassen) eine neue Siedlung gegründet, die man „Awutu“ nannte, was wörtlich „vermischt“ bedeutet. Aus den Namen entstand dann später „Afutu“, „Effutu“ bzw. „Fetu“. Als die Fetus das Küstenhinterland erkundeten, traf man auf die Etsi (Atsi, Atty), die hier bereits seit etwa einem Jahrhundert siedelten. Sie galten als „Brüder der Bono“, welche den Anspruch erhoben, die ersten gewesen zu sein, die in den hiesigen Gegenden gesiedelt haben. Etwa um 1380 setzte sich eine Gruppe Fetu unter der Führung von Edwe und Etumpan ab und zog in östlicher Richtung, wo man an der Küste Ogua (Ugwà, Gua, anderer Name: Amanforo; das spätere Cape Coast) gründet, ebenso Dwemma und Degho. (Der Name Degho ist später dann auf das gesamte Hinterland von Cape Coast übergegangen.) Aus Degho stammende Fetus gründeten um 1515 herum weiter östlich an der Küste Tumpa, das spätere Winnebah. Auch wenn die Einwohner dieser Gegenden heute allgemein als Fantis (Akan) gelten, so waren diese frühen Küstenstaaten des westlichen und zentralen Teils der Goldküste (vielleicht mit Ausnahme von Sabou) wahrscheinlich größtenteils Guang-Gründungen, in denen das akanische Kulturelement in späterer Zeit eindrang und aufblühte.
Ogua war in erster Linie ein Fischerdorf. Erst mit dem Auftauchen der Portugiesen, die am Cabo Corso, wie sie es nannten (wörtlich „kurzes Kap“), eine Faktorei errichteten, kam der Zwischenhandel zwischen den Europäern und dem Landesinnern als wesentliche Erwerbsquelle hinzu. Den Portugiesen folgten am Cabo Corso die Briten, Niederländer, Schweden und Dänen, von denen schließlich die Briten 1664 dauerhaft Fuß fassten konnten. Von 1664 bis 1877 war Cape Coast die Hauptstadt der britischen Besitzungen auf der Goldküste (später des britischen Schutzgebietes, ab 24. Juli 1874 Kolonie) und der Sitz des britischen Gouverneurs. Die Verlegung des britischen Verwaltungszentrums nach Accra war bereits in den 1860er Jahren diskutiert worden, hauptsächlich mit der Begründung, dass Cape Coast unter einem ungesunden Klima zu leiden habe, und wurde schließlich 1875 vom Secretary of State for the Colonies beschlossen.
Ein wichtiges Monument der Stadt ist Cape Coast Castle, zunächst als Handelsstützpunkt gegründet, dann Ausgangspunkt für die Verschiffung des Großteils der Sklaven in die „Neue Welt“.

## Einwohnerentwicklung
Die folgende Übersicht zeigt die Einwohnerzahlen nach dem jeweiligen Gebietsstand seit der Volkszählung 1970.
| Jahr | Einwohner |
| ---- | --------- |
| 1970 | 56.601    |
| 1984 | 65.763    |
| 2000 | 82.291    |
| 2010 | 169.894   |

## Bildung

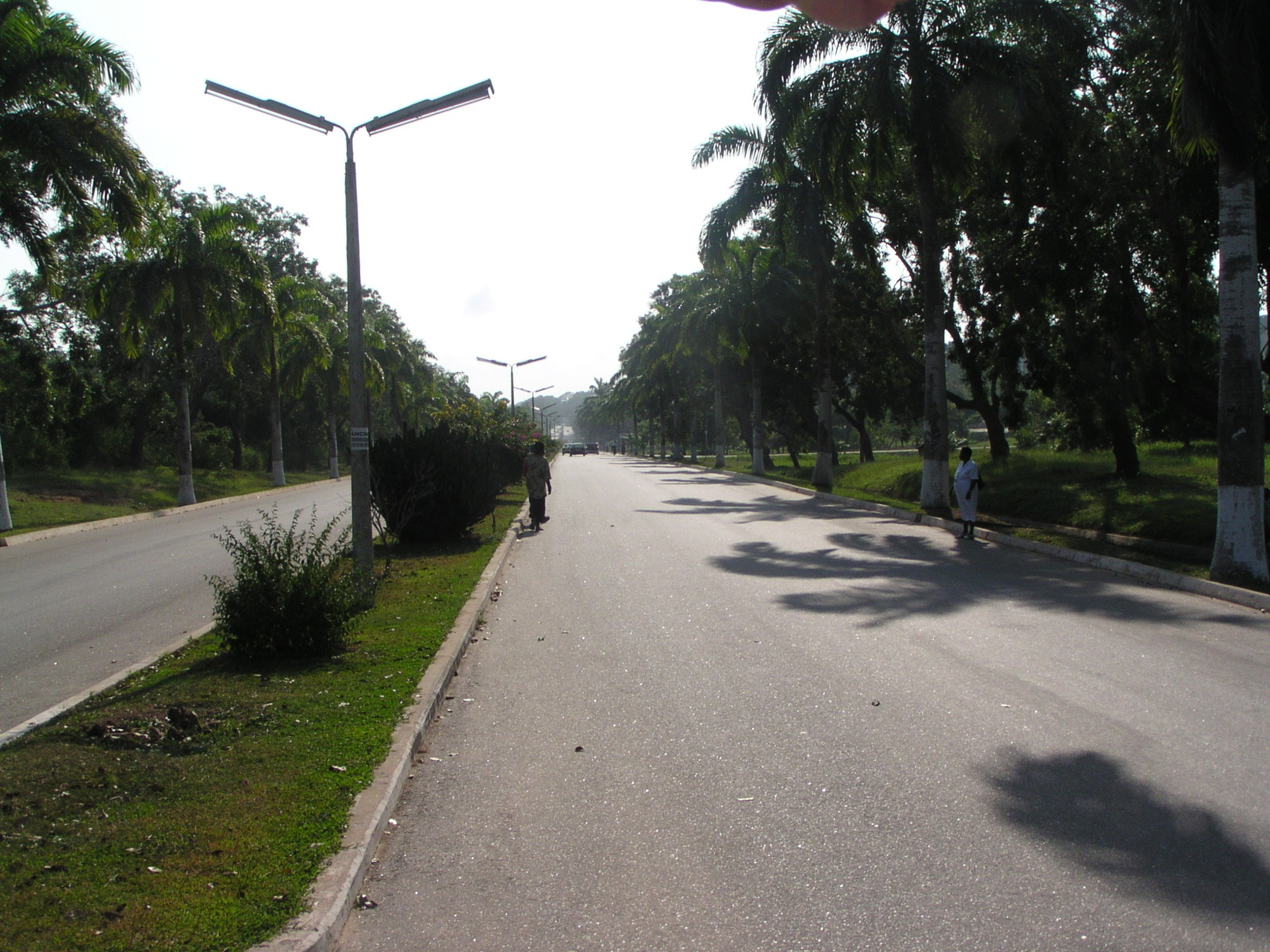
Universität, Palmenallee

Cape Coast ist traditionell Zentrum für Bildung. Einige der renommiertesten Gymnasien von Ghana befinden sich in dieser Stadt, und seit 1962 existiert die University of Cape Coast, die zunächst nur der Lehrerausbildung diente und jetzt fast alle Fachbereiche anbietet.
Eine Schule gab es auf Cape Coast Castle allerdings schon seit frühester Zeit, die jedoch in erster Linie der Ausbildung der Mulattenkinder (die Kinder, welche die Europäer mit einheimischen Frauen zeugten) diente, sowie der Ausbildung der Kinder von Königen und Häuptlingen, sofern ein solches im politischen Interesse der Briten lag. Zu Zwecken des Unterhaltes der Mulattenkinder war es bei den Europäern auf der Goldküste im 18. Jahrhundert üblich, eine sog. Mulattenkasse zu unterhalten. Zumindest von den Dänen wird ein solches berichtet, aber es ist sehr wahrscheinlich, dass auch Briten und Niederländer eine ähnliche Regelung hatten. Demnach wurde von jedem Europäer, welcher mit einer einheimischen Frau zusammenlebte, ein gewisser Betrag seiner monatlichen Entlohnung für die Mulattenkasse einbehalten, aus der dann der Unterhalt der Kinder nebst deren Schulbildung finanziert wurde. Im Falle der Dänen war im 18. Jahrhundert der Gouverneur persönlich für die Verwaltung der Mulattenkasse zuständig.
Die erste „Secondary School“ wurde in Cape Coast im Jahre 1876 von der Wesleyanischen Kirche eröffnet. Die „Secondary School“ stellte die Fortsetzung der „Elementary School“ im Bildungsweg junger Afrikaner unter britischer Oberhoheit dar und sollte (und das soll es auch heute noch) die besten ihrer Besucher für ein Universitätsstudium befähigen. Später ist diese Schule in Cape Coast dann mit anderen Schulen zur „Mfantsipim“-Schule vereinigt worden.

## Religion
Cape Coast ist Sitz des Erzbistums Cape Coast mit Sitz in der 1928 erbauten St. Francis de Sales Cathedral.

## Stadtfeste
Die wichtigsten Stadtfeste sind Fetu Afahye (jedes Jahr am ersten Wochenende im September) und das Panafest (alle zwei Jahre im August), zu dem zahlreiche afro-amerikanische Touristen anreisen.

## Persönlichkeiten
- Philip Quaque (1741–1816), erster anglikanischer Geistlicher afrikanischer Abstammung
- Florence Dolphyne (* 1938), Linguistin und Hochschullehrerin
- Nana Amba Eyiaba I (* 1950), Lehrerin und Königinmutter
- Jane Naana Opoku-Agyemang (* 1951), Literaturwissenschaftlerin, Politikerin und Hochschullehrerin
- Carlos Mäder (* 1978), ghanaisch-schweizerischer Skirennläufer und Betriebswirt